# Giovani Chiaverano
Giovani Chiaverano Meroi (Rosario, 26 agosto 2005) è un calciatore argentino, attaccante del Newell's Old Boys.

## Caratteristiche tecniche
È un'ala destra.

## Carriera
Chiaverano è cresciuto nel settore giovanile del Newell's Old Boys, con cui ha debuttato il 31 ottobre 2023 nell'incontro di Copa de la Liga Profesional pareggiato 0-0 contro il Platense. Ha segnato il suo primo gol il 26 gennaio 2024 decidendo il match contro il Central Córdoba (SdE) terminato 1-0.

## Statistiche

### Presenze e reti nei club
Statistiche aggiornate al 17 agosto 2024.
| Stagione        | Squadra           | Campionato      | Campionato | Campionato | Coppe nazionali | Coppe nazionali | Coppe nazionali | Coppe continentali | Coppe continentali | Coppe continentali | Altre coppe | Altre coppe | Altre coppe | Totale | Totale | Totale |
| Stagione        | Squadra           | Comp            | Pres       | Reti       | Comp            | Pres            | Reti            | Comp               | Pres               | Reti               | Comp        | Pres        | Reti        | Pres   | Reti   |        |
| --------------- | ----------------- | --------------- | ---------- | ---------- | --------------- | --------------- | --------------- | ------------------ | ------------------ | ------------------ | ----------- | ----------- | ----------- | ------ | ------ | ------ |
| 2023            | Newell's Old Boys | PD              | 0          | 0          | CA+CdL          | 0+2             | 0               | CS                 | 0                  | 0                  |             | -           | -           | 2      | 0      |        |
| 2024            | Newell's Old Boys | PD              | 4          | 0          | CA+CdL          | 0+9             | 0+1             |                    | -                  | -                  |             | -           | -           | 13     | 1      |        |
| Totale carriera | Totale carriera   | Totale carriera | 4          | 1          |                 | 9               | 1               |                    | 0                  | 0                  |             | -           | -           | 13     | 1      |        |